# 少枝碱茅
少枝碱茅（学名：Puccinellia pauciramea）为禾本科碱茅属下的一个种。